# Абено Харукас
Абено Харукас (јап. あべのハルカス) је облакодер из три дела у јапанском граду Осаки. Била је највиша зграда у Јапану од 2014. до 2023. године. У њему се налазе Kintetsu Department Store, хотел Marriott International и канцеларије корпорације Sharp.